# British Cruiserweight Championship (RevPro)
El British Cruiserweight Championship (Campeonato Peso Crucero Británico, en español) es un campeonato de lucha libre profesional perteneciente a la empresa Revolution Pro Wrestling (RevPro). El título fue creado y debutó el 6 de diciembre de 2008.

## Historia
El primer campeón fue Mark Haskins, el campeón Peso Crucero de Real Quality Wrestling (RQW) en ese entonces. RevPro reconoce a los campeones de dicha promoción como Campeones Peso Crucero de RevPro hasta que Rockstar Spud dejó vacante el título debido a su inactividad. Entonces, ambos títulos se unificaron. Para coronar un nuevo campeón, RevPro organizó un torneo de 8 luchadores, ganado por Marty Scurll. Durante el reinado de Will Ospreay, él viajó a Japón para trabajar con New Japan Pro-Wrestling, entonces RevPro organizó una lucha para coronar a un campeón interino, ganado por el dos veces campeón Josh Bodom. El 13 de abril de 2017, Bodom venció a Ospreay para convertirse en campeón por tercera vez.

## Campeones

### Campeón actual
El campeón actual es Nino Bryant, quien se encuentra en su primer reinado. Bryant consiguió el título tras derrotar al excampeón Will Kaven el 22 de junio de 2025 en 	RevPro Revolution Rumble 2025.

### Lista de campeones
† en rojo indica que es un Campeonato Interino ██
| N.º    | Campeón              | Lucha                   | Lucha                                | Lucha                     | Estadísticas | Estadísticas | Notas y referencias |
| N.º    | Campeón              | Fecha                   | Evento                               | Ubicación                 | Reinado      | Días         | Notas y referencias |
| ------ | -------------------- | ----------------------- | ------------------------------------ | ------------------------- | ------------ | ------------ | --- |
| RQW    |                      |                         |                                      |                           |              |              | |
| 1      | Mark Haskins         | 6 de diciembre de 2008  | Evento en vivo                       | Enniscorthy, Irlanda      | 1            | 123          | Haskins, el campeón Peso Crucero de RQW, es reconocido como el primer Campeón de Peso Crucero Británico.               |
| 2      | The British Eagle    | 8 de abril de 2009      | Evento en vivo                       | Selsey, Inglaterra        | 1            | 7            | [ 3 ] |
| IPW:UK |                      |                         |                                      |                           |              |              | |
| 3      | Mark Haskins         | 15 de abril de 2009     | IPW:UK Live In Selsey                | Selsey, Inglaterra        | 2            | 221          | [ 4 ] |
| 4      | The Lion Kid         | 22 de noviembre de 2009 | IPW:UK Brawl At The Hall 2009        | Sittingbourne, Inglaterra | 2            | 196          | [ 5 ] |
| 5      | Rockstar Spud        | 6 de junio de 2010      | IPW:UK Unfinished Business 2010      | Sittingbourne, Inglaterra | 1            | 315          | [ 6 ] |
| —      | Vacante              | 7 de abril de 2011      | —                                    | —                         | —            | —            | Spud dejó vacante el título por inactividad.                                                                           |
| 6      | Marty Scurll         | 28 de abril de 2012     | IPW:UK Revolution 2012               | Londres, Inglaterra       | 1            | 202          | Scurll derrotó a Sami Callihan en la final del torneo de 8 hombres para ganar el título vacante.                       |
| RevPro |                      |                         |                                      |                           |              |              | |
| 7      | Prince Devitt        | 16 de noviembre de 2012 | RevPro St Ives Debut                 | St Ives, Inglaterra       | 1            | 540          | [ 9 ] |
| 8      | Josh Bodom           | 10 de mayo de 2014      | RevPro Make Or Break 2014            | Birmingham, Inglaterra    | 1            | 162          | [ 10 ] |
| 9      | Will Ospreay         | 19 de octubre de 2014   | RevPro Okada Vs. Aries               | Londres, Inglaterra       | 1            | 321          | Fue una triple amenaza incluyendo a Rich Swann.                                                                        |
| 10     | Josh Bodom           | 5 de septiembre de 2015 | RevPro TV #1.27                      | Londres, Inglaterra       | 2            | 50           | [ 12 ] |
| 11     | Andrew Everett       | 25 de octubre de 2015   | RevPro Live In Sittingbourne         | Sittingbourne, Inglaterra | 1            | 2            | [ 13 ] |
| —      | Vacante              | 27 de octubre de 2015   | —                                    | —                         | —            | —            | Everett dejó vacante el título por lesión.                                                                             |
| 12     | Pete Dunne           | 3 de enero de 2016      | RevPro Live At The Cockpit           | Londres, Inglaterra       | 1            | 189          | Derrotó a Morgan Webster en la final del torneo.                                                                       |
| 13     | Will Ospreay         | 10 de julio de 2016     | RevPro Summer Sizzler 2016           | Londres, Inglaterra       | 2            | 277          | [ 15 ] |
| -      | Josh Bodom           | 21 de enero de 2017     | RevPro High Stakes 2017              | Londres, Inglaterra       | †            | 82           | Bodom derrotó a Ryan Smile para convertirse en el campeón interino hasta que Ospreay hiciera su regreso de Japón.      |
| 14     | Josh Bodom           | 13 de abril de 2017     | RevPro Epic Encounter 2017           | Londres, Inglaterra       | 3            | 210          | [ 17 ] |
| 15     | Ryan Smile           | 9 de noviembre de 2017  | RevPro Global Wars UK 2017: Night 1  | Londres, Inglaterra       | 1            | 24           | Fue una triple amenaza incluyendo a Bushi.                                                                             |
| 16     | Flash Morgan Webster | 3 de diciembre de 2017  | RevPro Live At The Cockpit           | Londres, Inglaterra       | 1            | 5            | [ 19 ] |
| 17     | Kurtis Chapman       | 8 de diciembre de 2017  | RevPro Uprising 2017                 | Londres, Inglaterra       | 1            | 154          | Chapman cubrió a David Starr en una Scramble Match de cinco hombres, que incluía a Webster, Ryan Smile y El Phantasmo. |
| 18     | David Starr          | 11 de mayo de 2018      | RevPro Epic Encounter 2018           | Londres, Inglaterra       | 1            | 364          | [ 21 ] |
| 19     | El Phantasmo         | 10 de mayo de 2019      | RevPro Epic Encounter 2019           | Londres, Inglaterra       | 1            | 280          | Fue un Ladder Match.                                                                                                   |
| 20     | Michael Oku          | 14 de febrero de 2020   | RevPro High Stakes 2020              | Londres, Inglaterra       | 1            | 890          | [ 23 ] |
| 21     | Luke Jacobs          | 23 de julio de 2022     | RevPro Summer Sizzler 2022           | Mánchester, Inglaterra    | 1            | 147          | [ 24 ] |
| 22     | Robbie X             | 17 de diciembre de 2022 | RevPro Uprising 2022                 | Londres, Inglaterra       | 1            | 204          | Derrotó a Luke Jacobs, Dan Moloney y Will Kaven en un Four Way Elimination Match.                                      |
| 23     | Connor Mills         | 9 de julio de 2023      | RevPro Epic Encounter 2023           | Londres, Inglaterra       | 1            | 160          | [ 26 ] |
| 24     | Leon Slater          | 16 de diciembre de 2023 | RevPro Uprising 2023                 | Londres, Inglaterra       | 1            | 78           | [ 27 ] |
| 25     | Jordon Breaks        | 3 de marzo de 2024      | RevPro Live In London 83             | Londres, Inglaterra       | 1            | 76           | [ 28 ] |
| 26     | Neón                 | 19 de mayo de 2024      | RevPro/CMLL Fantastica Mania UK 2024 | Londres, Inglaterra       | 1            | 97           | [ 29 ] |
| 27     | Will Kaven           | 24 de agosto de 2024    | RevPro 12 Year Anniversary Show      | Londres, Inglaterra       | 1            | 302          | Fue un Six Way Scramble Match que incluyó a Cameron Khai, Dante Martin, El Phantasmo y Leon Slater.                    |
| 28     | Nino Bryant          | 22 de junio de 2025     | RevPro Revolution Rumble 2025        | Londres, Inglaterra       | 1            | 37+          | [ 31 ] |

### Total de días con el título
La siguiente lista muestra el total de días que un luchador ha poseído el campeonato, si se suman todos los reinados que posee. 
Actualizado a la fecha del 29 de julio de 2025.
| + | Indica al campeón actual |

| N.º | Campeón              | Reinados | Total de días |
| --- | -------------------- | -------- | ------------- |
| 1   | Michael Oku          | 1        | 890           |
| 2   | Will Ospreay         | 2        | 598           |
| 3   | Prince Devitt        | 1        | 540           |
| 4   | Josh Bodom           | 3        | 422           |
| 5   | David Starr          | 1        | 364           |
| 6   | Mark Haskins         | 2        | 344           |
| 7   | Rockstar Spud        | 1        | 315           |
| 8   | Will Kaven           | 1        | 302           |
| 9   | El Phantasmo         | 1        | 280           |
| 10  | Robbie X             | 1        | 204           |
| 11  | The Lion Kid         | 2        | 203           |
| 12  | Marty Scurll         | 1        | 202           |
| 13  | Pete Dunne           | 1        | 189           |
| 14  | Connor Mills         | 1        | 160           |
| 15  | Kurtis Chapman       | 1        | 154           |
| 16  | Luke Jacobs          | 1        | 147           |
| 17  | Neón                 | 1        | 97            |
| 18  | Leon Slater          | 1        | 78            |
| 19  | Jordon Breaks        | 1        | 76            |
| 20  | Nino Bryant          | 1        | 37+           |
| 21  | Ryan Smile           | 1        | 24            |
| 22  | Flash Morgan Webster | 1        | 5             |
| 23  | Andrew Everett       | 1        | 2             |

### Mayor cantidad de reinados
| Reinados | Luchador (es)                                          |
| -------- | ------------------------------------------------------ |
| 3 veces  | Josh Bodom                                             |
| 2 veces  | Mark Haskins, The British Eagle/Lion Kid, Will Ospreay |